# ENQA
Европе́йская ассоциа́ция гара́нтии ка́чества в вы́сшем образова́нии (англ. European Association for Quality Assurance in Higher Education, ENQA) — ассоциация агентств гарантии качества Европейского пространства высшего образования ЕПВО. Ассоциация была учреждена в 2000 году для развития сотрудничества европейских стран в области гарантии качества высшего образования. Миссия ENQA заключается в улучшении и сохранении на высоком уровне качества высшего образования в Европе, а также выполнении роли движущей силы в области развития гарантии качества среди стран-участниц Болонского процесса.
Цели Ассоциации:
- представлять членов ENQA на европейском и международном уровнях, особенно при принятии политически значимых решений в области образования и сотрудничества со стейкхолдерами;
- выполнять роль экспертного центра для развития процедур и систем гарантии качества в Европейском пространстве высшего образования и за его пределами;
- выступать в качестве информационной платформы для обмена и распространения информации и лучших практик в области гарантии качества среди членов Ассоциации и других заинтересованных сторон.

Базовыми элементами организационной структуры Ассоциации являются Генеральная Ассамблея (англ. General Assembly), Правление (англ. Board), Секретариат (англ. Secretariat) и Комитет по жалобам и апелляциям (англ. Appeals and Complaints Committee).
Генеральная Ассамблея ENQA является основным директивным органом принятия решений ENQA. В состав Генеральной Ассамблеи входят организации-члены Ассоциации, а также представители европейских министерств и заинтересованные стороны в качестве наблюдателей.
Исполнительным органом выступает Правление, в обязанности которого входит реализация решений Генеральной Ассамблеи и общее управление Ассоциацией.
Секретариат занимается решением текущих вопросов, в том числе финансовых, и оказывает всяческое содействие Правлению в выполнении его функций.
Комитет по жалобам и апелляциям занимается рассмотрением жалоб и апелляций в отношении принятых решений по членству в Ассоциации.
Членами Европейской ассоциации гарантии качества в высшем образовании (ENQA) являются агентства гарантии качества Европейского пространства высшего образования.
ENQA имеет два типа членства в Ассоциации: статус полноправного члена, и аффилированный статус. Критерием для принятия организации в члены ENQA служит подтверждение её соответствия Стандартам и рекомендациям для гарантии качества в Европейском пространстве высшего образования (ESG).
По данным, представленным в Годовом отчете ENQA за 2019 г., Ассоциация насчитывает 55 агентств — полных членов из 31 страны и 57 организаций, имеющих аффилированный статус, из 34 стран.
Полноправными членами ENQA от России являются:
1. Национальный центр профессионально-общественной аккредитации — Нацаккредцентр (NCPA)[11], полноправный член с 2014 г. (подтверждено членство до 2024 года).
2. Национальное аккредитационное агентство в сфере образования — Росаккредагентство (NAA)[11], полноправный член с 2009 г. (подтверждено членство до 2019 года).

Агентство по контролю качества образования и развитию карьеры — АККОРК (AKKORK) имеет статус «Условное членство» (Member under Review); Ассоциация по сертификации «Русский Регистр» (Russian Register) является аффилированным членом (Affiliated member) ENQA c 2016 года.
Европейская ассоциация гарантии качества в высшем образовании ENQA является одним из основателей Европейского реестра гарантии качества EQAR.